# Грайнет
Грайнет (нім. Grainet) — місто Німеччини, в адміністративному округу Нижня Баварія, землі Баварія. Входить до складу району Фраюнг-Графенау.

## Розташування
Місто Грайнет розташоване у Нижній Баварії і входить до складу району Фраюнг-Графенау. Місто розташоване в Дунайському лісі, у південно-східній частині Баварського лісу. Грайнет лежить у сонячній долині біля підніжжя 1170-метрової гори Гайдель приблизно за 8 км на схід від міста Фраюнг, за 9 км на північ від міста Вальдкірхен і за 20 км від кордону з Чехією та Австрією. 
Одним з основних секторів економіки в цій місцевості є туризм. Головною визначною пам'яткою для відвідувачів є Національний парк Баварський ліс.

## Галерея

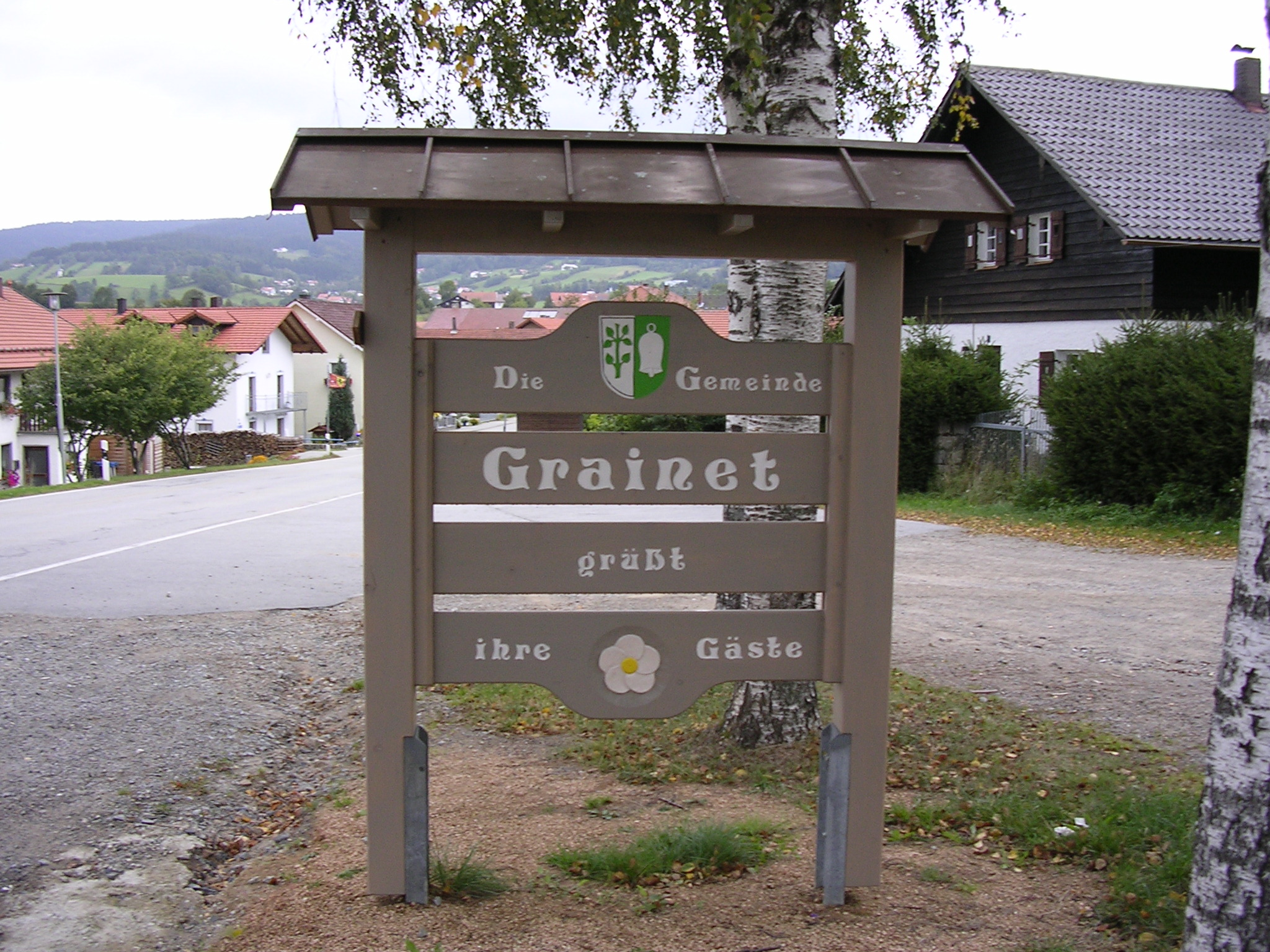
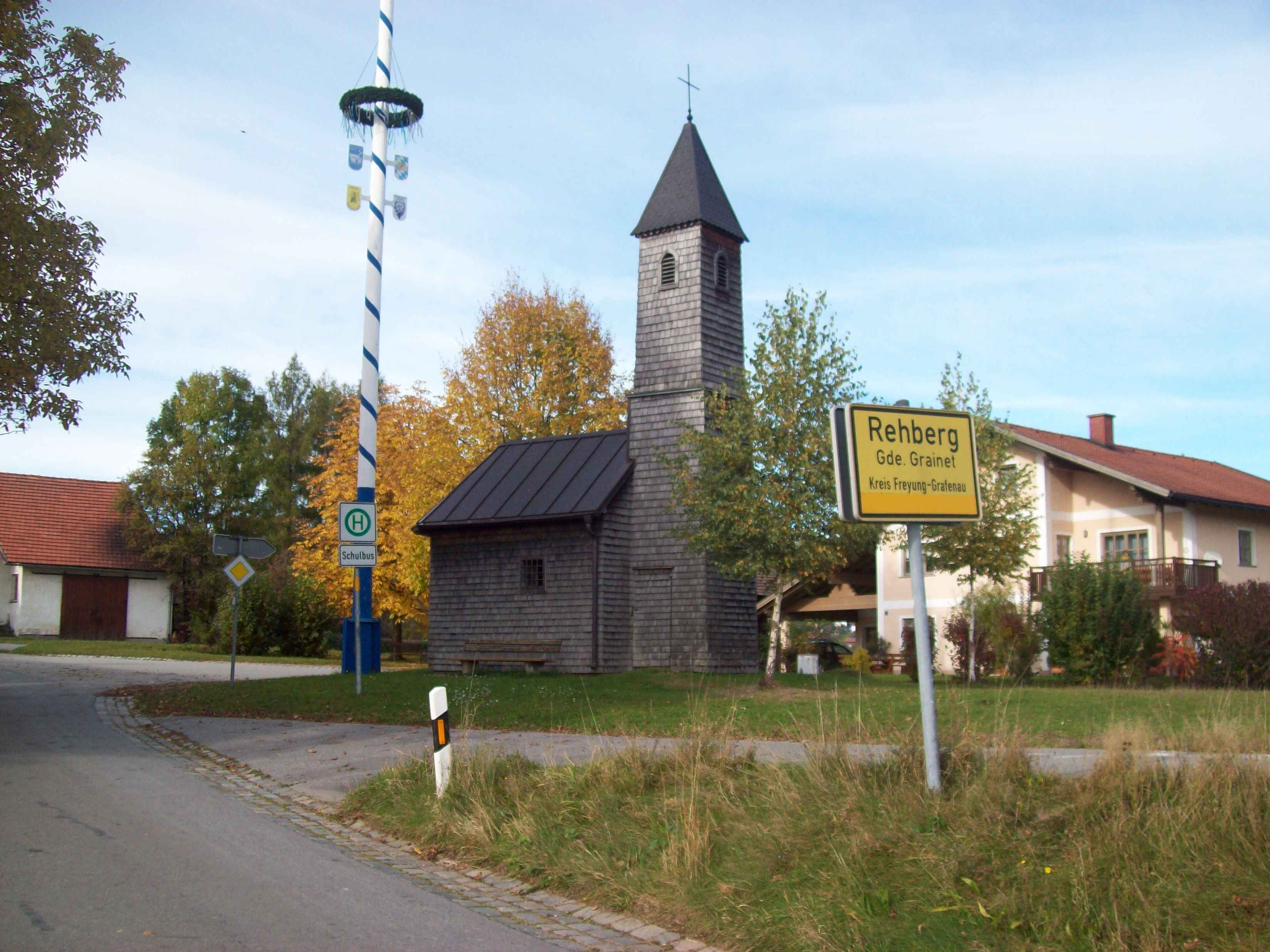
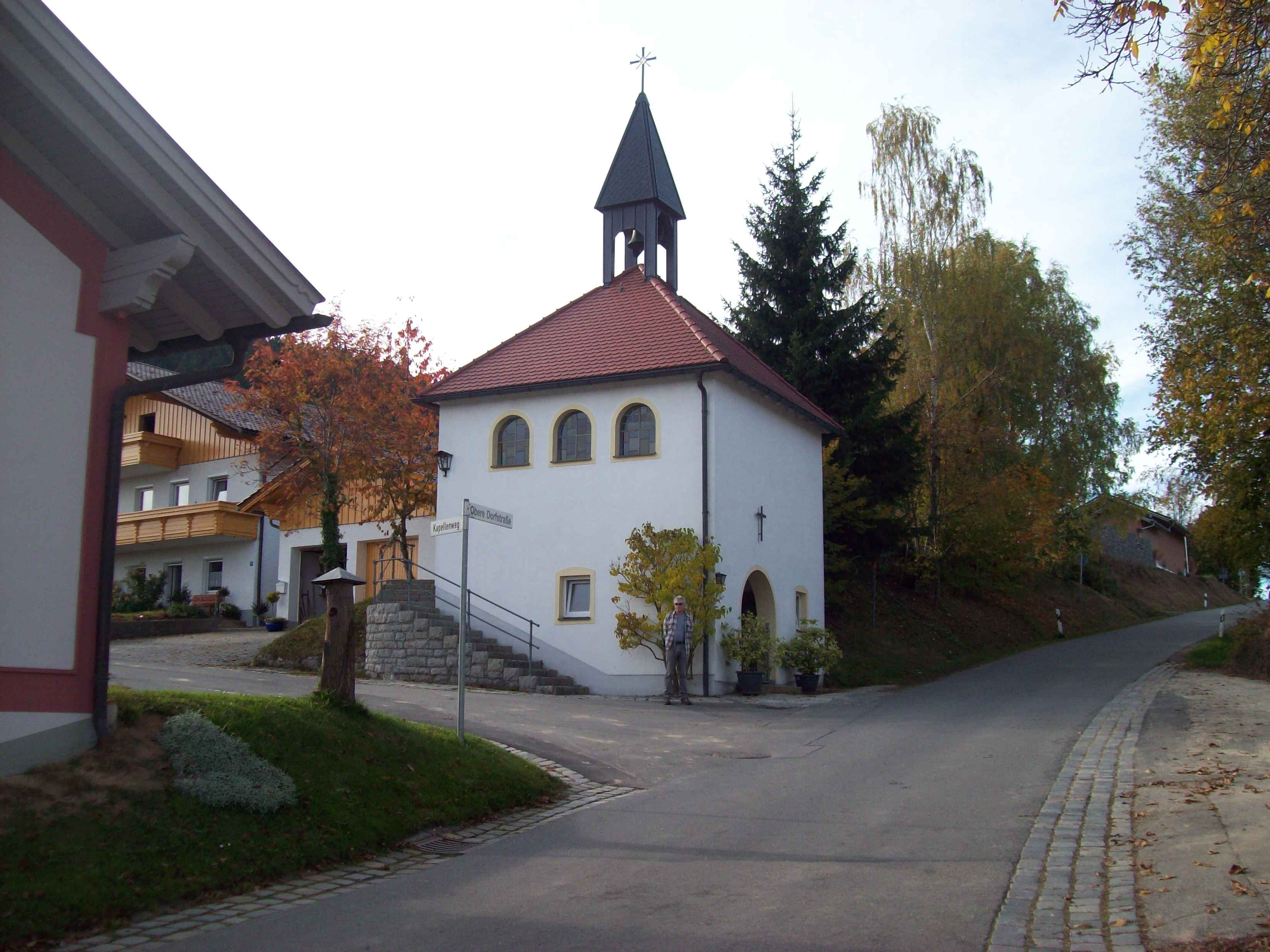
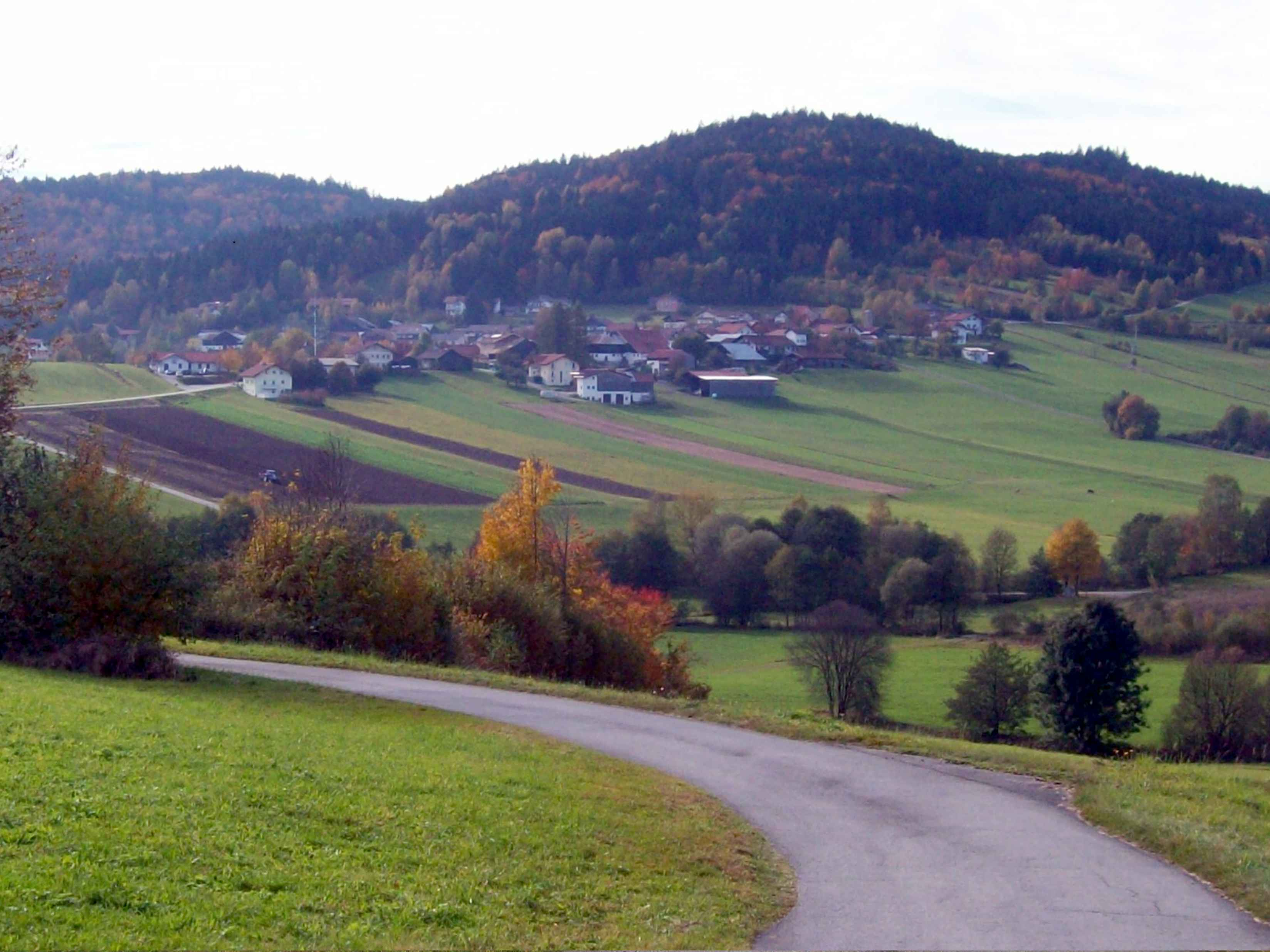
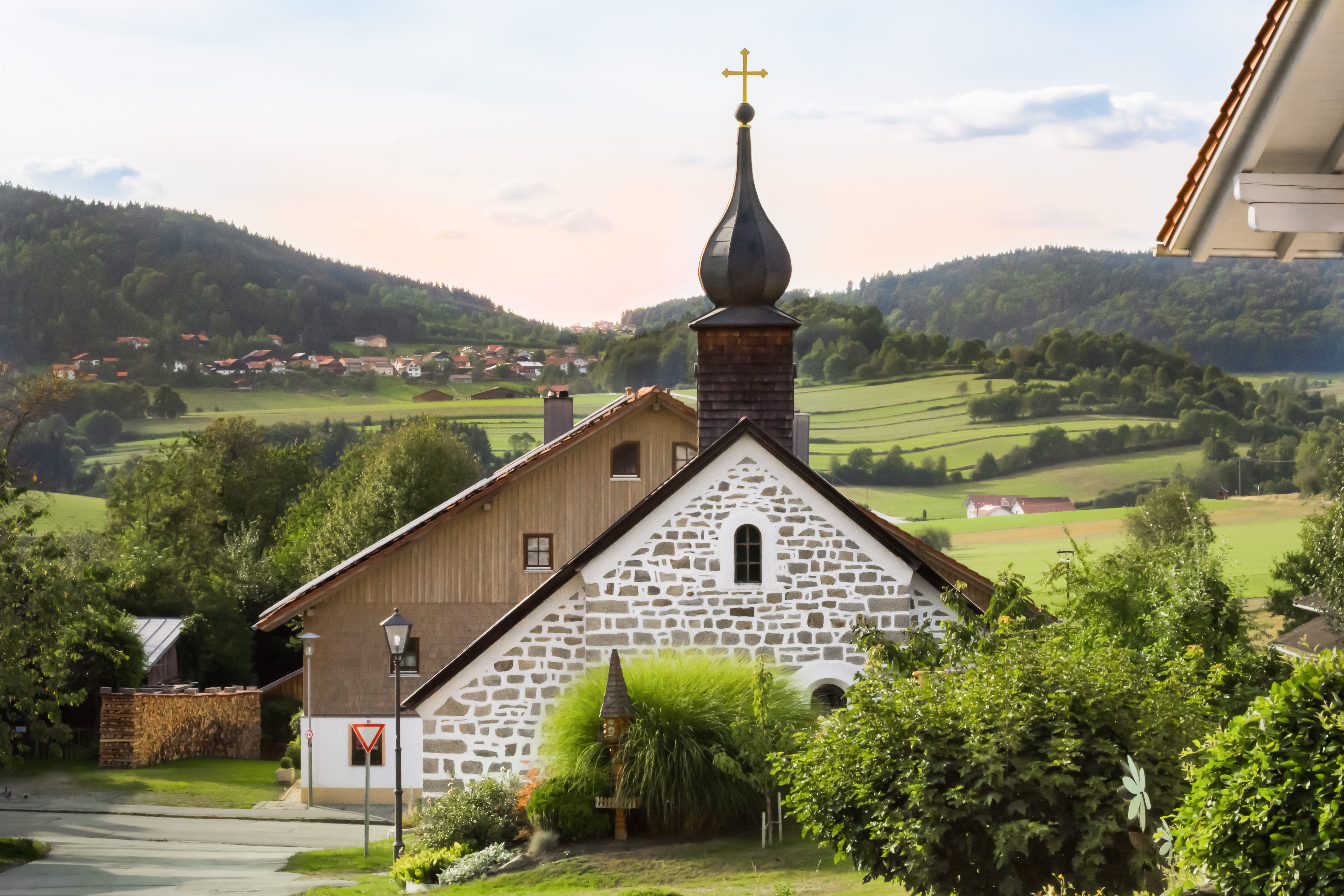
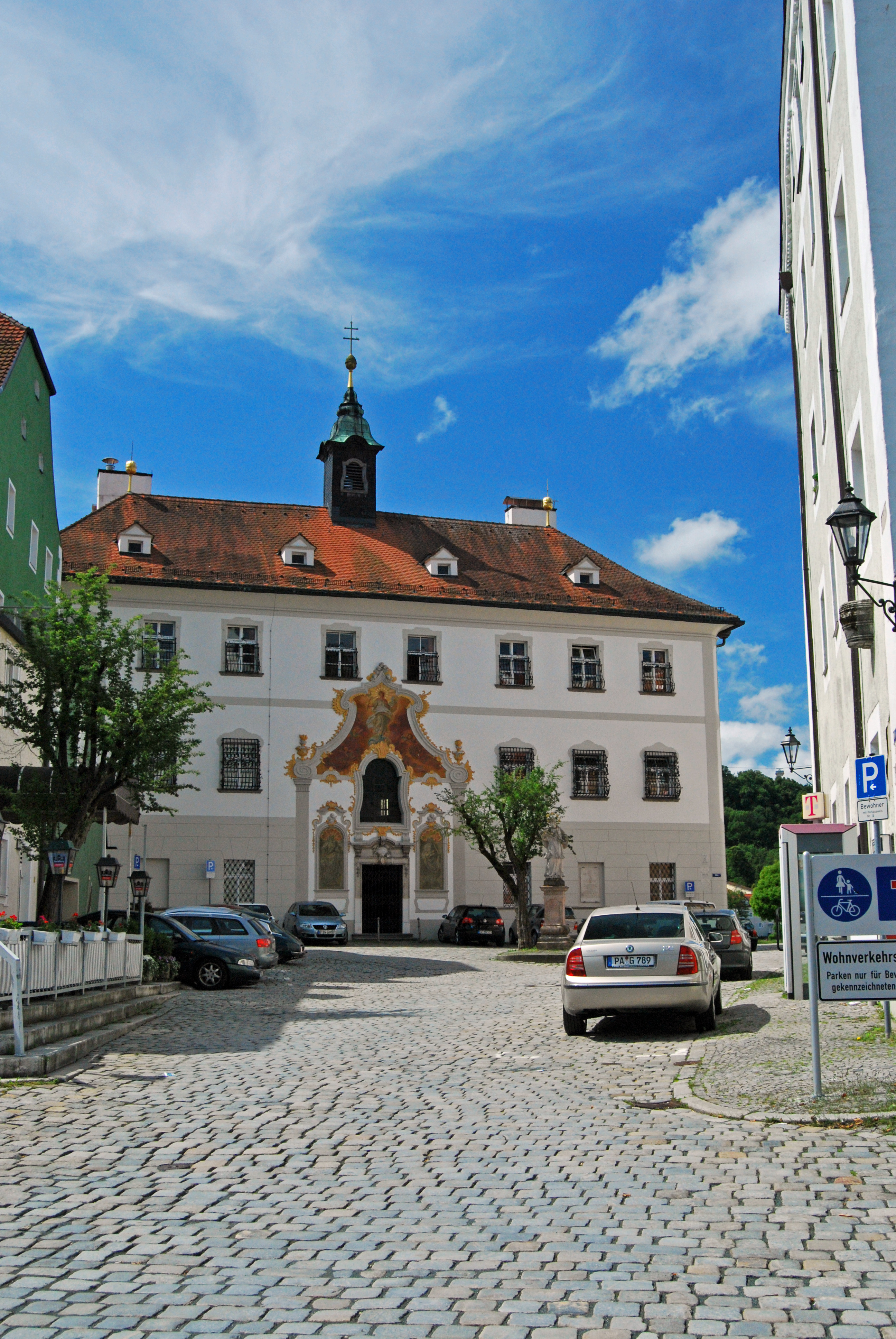
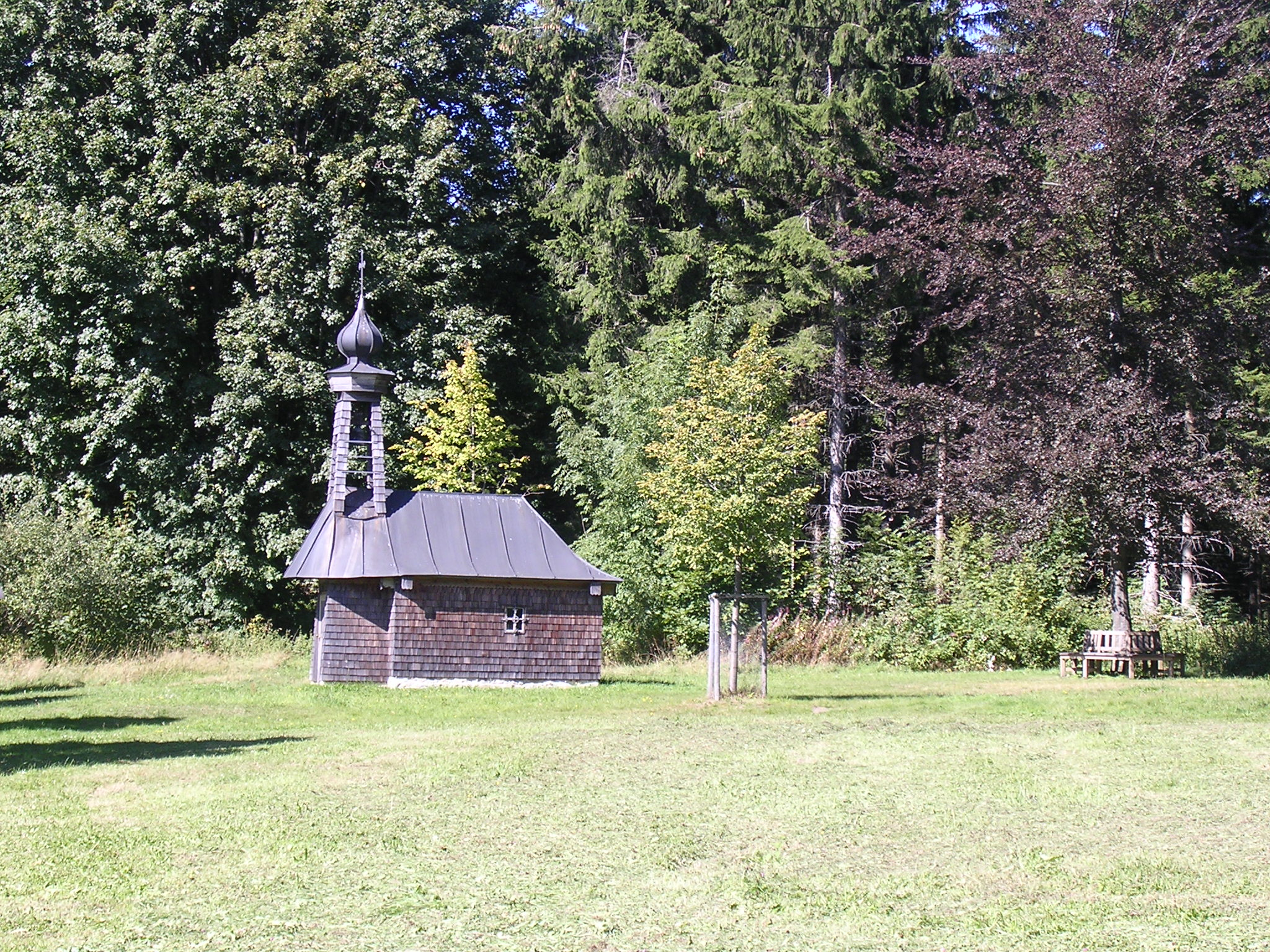
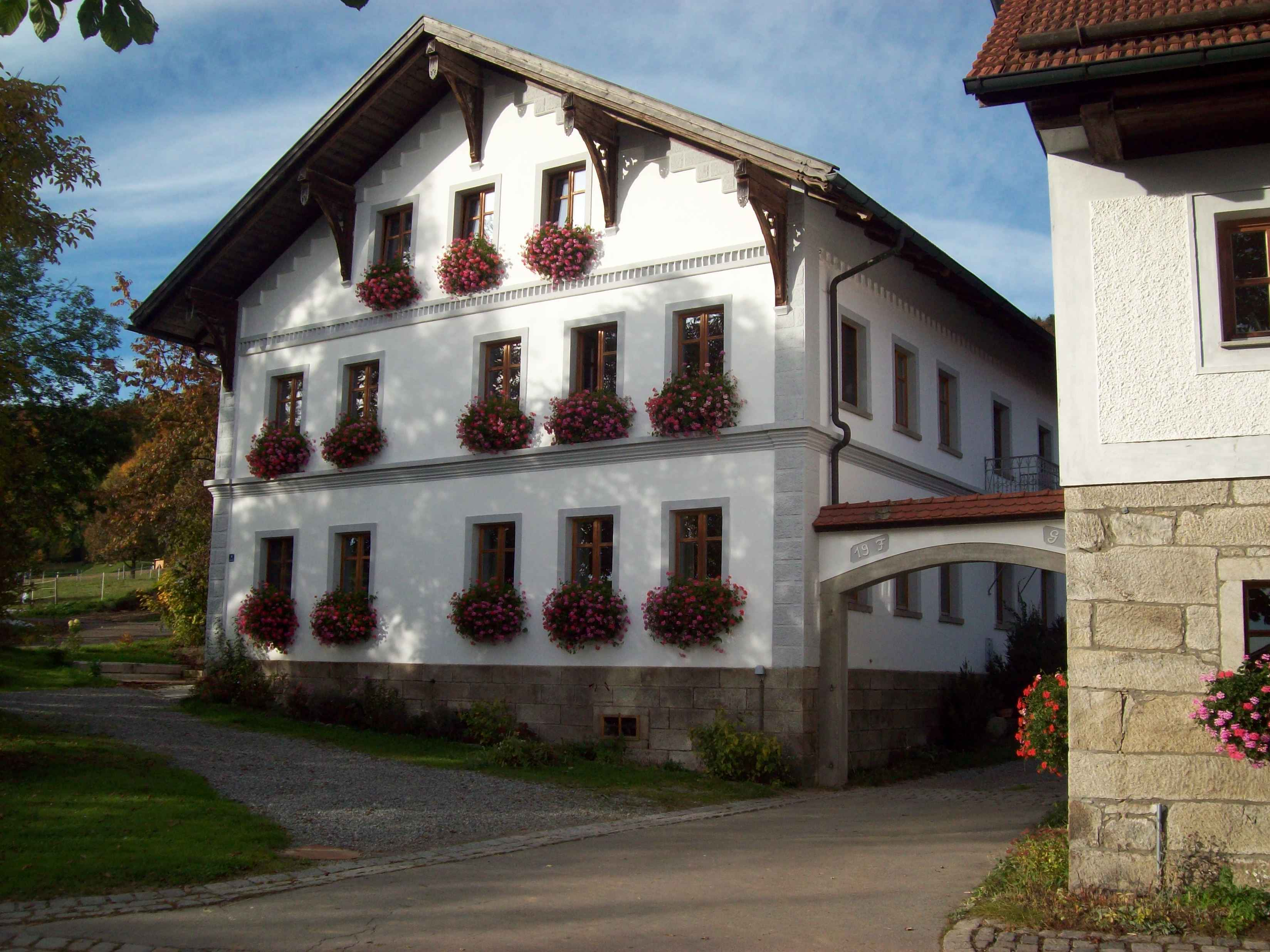
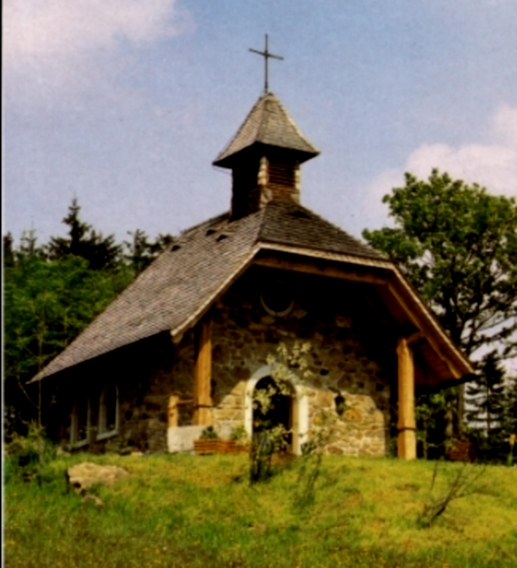
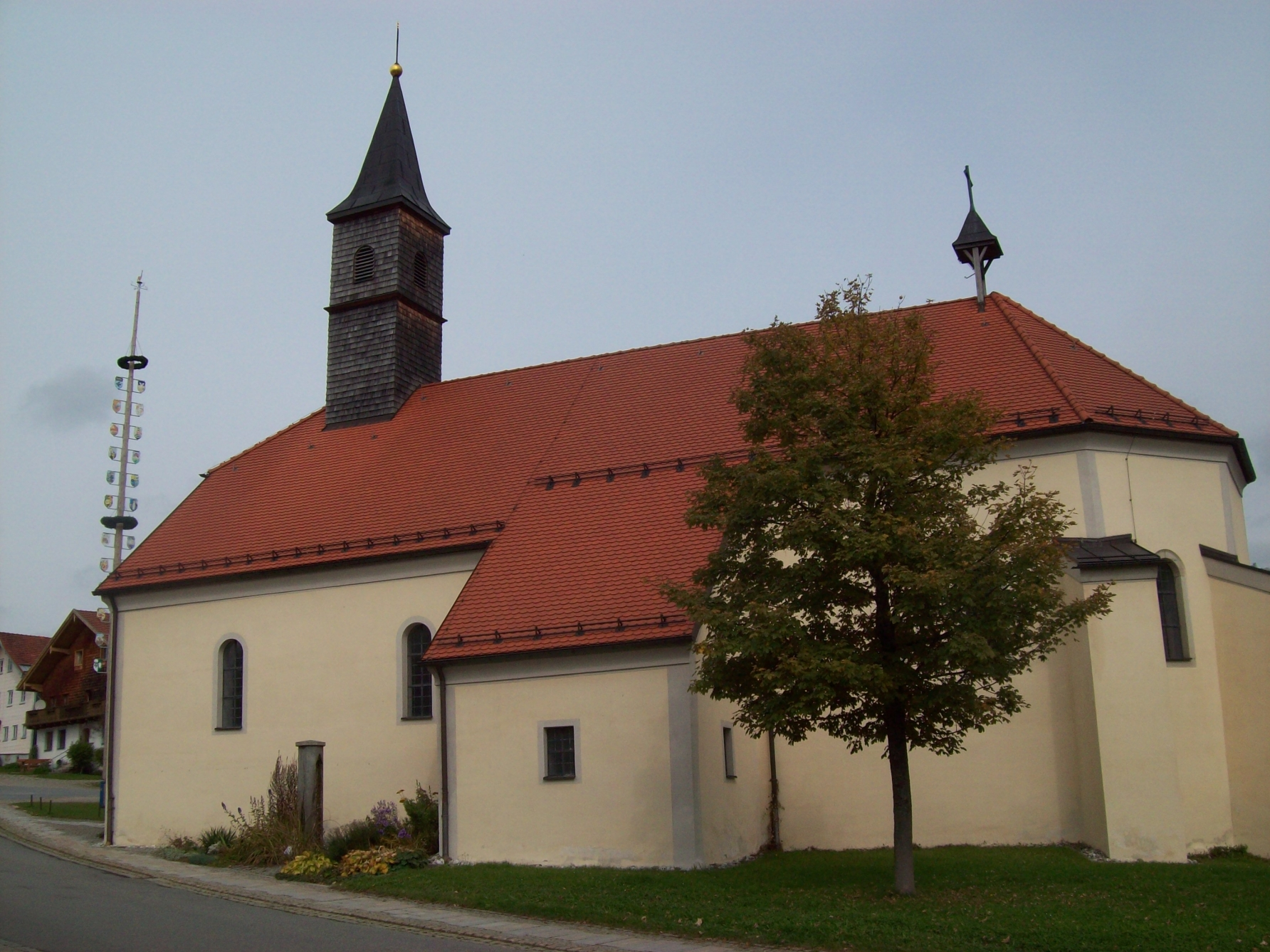